# Ботанічна сільська рада
Ботані́чна сільська́ ра́да — адміністративно-територіальна одиниця та орган місцевого самоврядування в Роздольненському районі Автономної Республіки Крим. Адміністративний центр — село Ботанічне.

## Загальні відомості
- Населення ради: 3 160 осіб (станом на 2001 рік)

## Населені пункти
Сільській раді були підпорядковані населені пункти:
- с. Ботанічне
- с. Кумове
- с. Червоне

## Склад ради
Рада складалася з 20 депутатів та голови.
- Голова ради: Риженко Ольга Василівна
- Секретар ради: Д'яченко Людмила Михайлівна

### Керівний склад попередніх скликань
| Прізвище, ім'я, по батькові   | Основні відомості                                                               | Дата обрання | Дата звільнення |
| ----------------------------- | ------------------------------------------------------------------------------- | ------------ | --------------- |
| Станчиць Анатолій Георгийович | Сільський голова, 1944 року народження, член Комуністичної партії України       | 26.03.2006   | 31.10.2010      |
| Риженко Ольга Василівна       | Сільський голова, 1962 року народження, освіта середня спеціальна, позапартійна | 31.10.2010   |                 |

Примітка: таблиця складена за даними сайту Верховної Ради України

### Депутати
За результатами місцевих виборів 2010 року депутатами ради стали:

#### За суб'єктами висування
| Суб'єкт висування                 | Кількість обраних депутатів | %  |
| --------------------------------- | --------------------------- | -- |
| Самовисування                     | 11                          | 55 |
| Партія регіонів                   | 6                           | 30 |
| Політична партія «Руська Єдність» | 3                           | 15 |

#### За округами
| № округу                          | Прізвище, ім'я, по батькові      | Дата визнання обраним | Освіта  | Партійна приналежність                  | Відомості про обраного депутата                                   |
| --------------------------------- | -------------------------------- | --------------------- | ------- | --------------------------------------- | ----------------------------------------------------------------- |
| Партія регіонів                   |                                  |                       |         |                                         |                                                                   |
| 1                                 | Карась Віктор Іванович           | 01.11.2010            | вища    | член Партії регіонів                    | ПСП «Чернишевське», завгар                                        |
| 3                                 | Галанзовська Тетяна Василівна    | 01.11.2010            | середня | член Партії регіонів                    | тимчасово не працює                                               |
| 7                                 | Шичкін Юрій Васильович           | 01.11.2010            | вища    | член Партії регіонів                    | Роздольненське управління газового господарства, інженер-метролог |
| 8                                 | Гречухін Дмитро Миколайович      | 01.11.2010            | вища    | член Партії регіонів                    | ПСП «СКІФ», головний агроном                                      |
| 10                                | Лохматова Тетяна Георгіївна      | 01.11.2010            | вища    | член Партії регіонів                    | ВАТ"Криммолоко", продавець                                        |
| 13                                | Хурсевіч Ольга Борисівна         | 01.11.2010            | вища    | член Партії регіонів                    | загальноосвітня школа с. Кумове, вчитель                          |
| Політична партія «Руська Єдність» |                                  |                       |         |                                         |                                                                   |
| 2                                 | Шестаков Олександр Олексійович   | 01.11.2010            | середня | член Політичної партії «Руська Єдність» | тимчасово не працює                                               |
| 4                                 | Самойленко Галина Іванівна       | 01.11.2010            | середня | позапартійна                            | пенсіонер                                                         |
| 9                                 | Попіль Ірина Валеріївна          | 01.11.2010            | вища    | позапартійна                            | КП «Залів», контролер-касир                                       |
| Самовисування                     |                                  |                       |         |                                         |                                                                   |
| 5                                 | Д'яченко Людмила Михайлівна      | 01.11.2010            | вища    | позапартійна                            | МПП"Агро сервіс"                                                  |
| 6                                 | Кондратенко Тетяна Євгенівна     | 01.11.2010            | середня | позапартійна                            | тимчасово не працює                                               |
| 11                                | Зубов Олександр Олегович         | 01.11.2010            | середня | позапартійний                           | РМВУХ, машиніст насосних установок                                |
| 12                                | Лучкін Віктор Васильович         | 01.11.2010            | середня | позапартійний                           | РОНО, електросварщік                                              |
| 14                                | Мочкаль Олена Володимирівна      | 01.11.2010            | середня | член Політичної партії «Сильна Україна» | СВК «Каркінитський», інспектор відділу кадрів                     |
| 15                                | Печерських Надія Володимирівна   | 01.11.2010            | вища    | член Політичної партії «Сильна Україна» | СВК"Каркінитський", товаровед-продавець                           |
| 16                                | Петренко Олександр Віталійович   | 01.11.2010            | вища    | член Комуністичної партії України       | будинок культури, СВК"Каркінитський", завідувачці                 |
| 17                                | Науменко Лілія Михайлівна        | 01.11.2010            | вища    | член Політичної партії «Сильна Україна» | СВК «Каркінитський», бригадир МТФ                                 |
| 18                                | Харченко Надія Миколаївна        | 01.11.2010            | вища    | член Політичної партії «Сильна Україна» | СВК «Каркінитський», головний агроном                             |
| 19                                | Гаран Олександр Миколайович      | 01.11.2010            | вища    | член Політичної партії «Сильна Україна» | СВК «Каркінитський», зоотехнік                                    |
| 20                                | Охремчук Валентина Брониславівна | 01.11.2010            | вища    | член Політичної партії «Сильна Україна» | СВК «Каркінитський», головний зоотехнік                           |